# RORγ

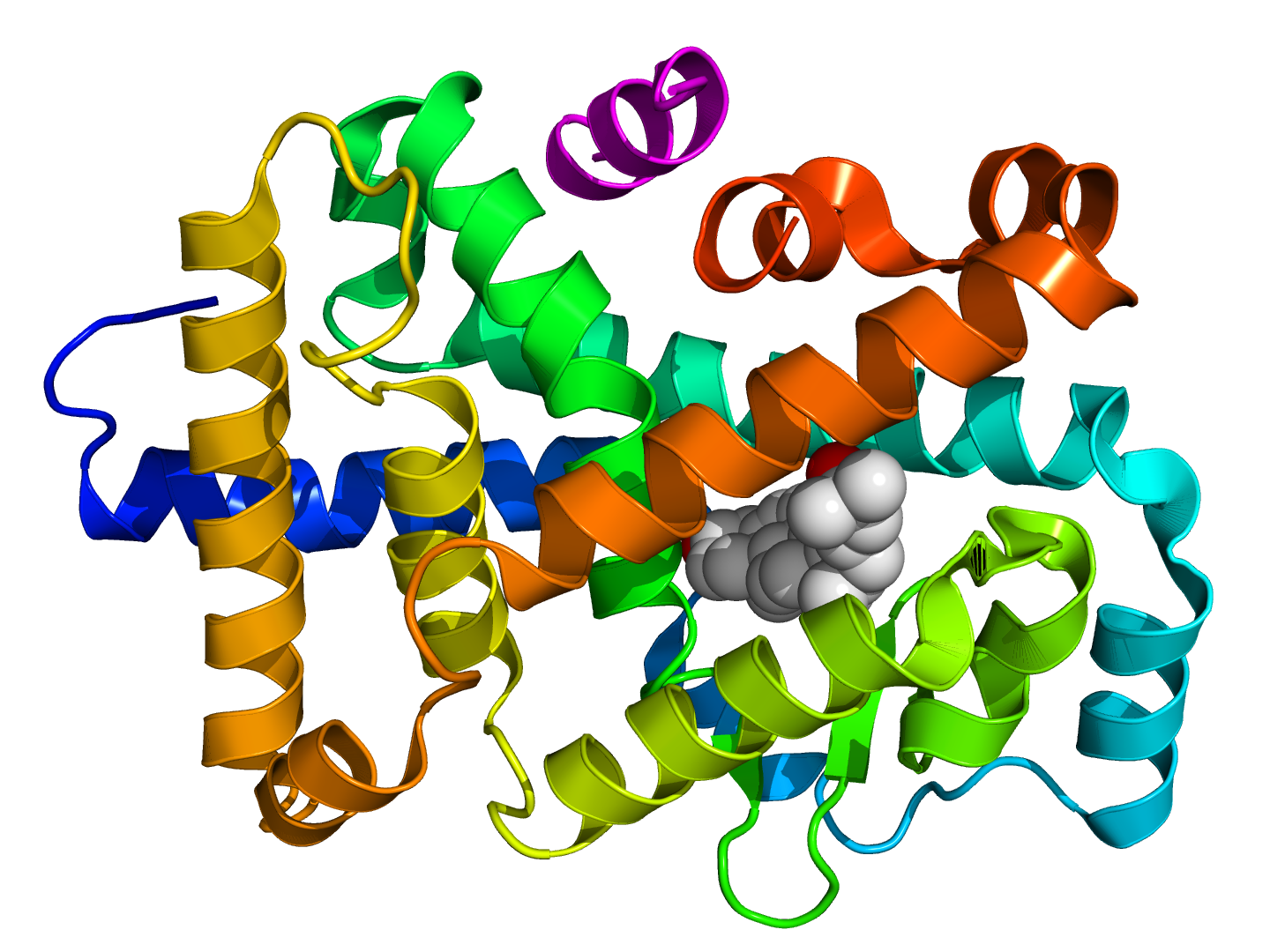
molekulová struktura

RAR-příbuzný orhan receptor gamma (RORγ) je protein, který je v lidském organismu kódován genem RORC (RAR-příbuzný orphan receptor C). RORγ je členem rodiny jaderných receptorů. Je exprimován především v buňkách imunitního systému (Th17 lymfocytech), a také reguluje cirkadiální rytmy. Je možné, že hraje roli v progresi některých typů rakoviny.

## Genová exprese
Gen RORC produkuje dvě proteinové izoformy, pravděpodobně za využití alternativních promotorů.
- RORγ (někdy také RORγ1) je produkován mRNA sestávající z exonů 1 až 11.[5]
- RORγt (někdy také RORγ2) je produkován mRNA totožnou s mRNA kódující RORγ, s tím rozdílem, že dva exony na 5'-konci jsou nahrazeny alternativním exonem, který se nachází downstream v tomto genu. Toto má za následek odlišný, kratší N-konec u výsledného proteinu.[3]

### RORγ
mRNA kódující první izoformu proteinu je exprimována v mnoha tkáních, včetně brzlíku, plic, jater, ledvin, svalech a v hnědé tukové tkáni. Zatímco mRNA RORγ je v těchto tkáních tvořena ve velkém množství, snahy o detekci samotného RORγ proteinu nebyly úspěšné. Není proto zřejmé, jestli je tento protein skutečně exprimován. Toto je konzistentní s experimentem, kde hlavní fenotypy RORγ−/− knockout myší (který neexprimoval ani jednu z izoforem proteinu) souvisely s imunitní funkcí RORγt, a stejně tak knockout specifický pro RORγt izoformu vykazoval identický fenotyp jako RORγ−/− knockout. Na druhé straně, cirkadiální fenotypy RORγ−/− myší v tkáních, kde je RORγt exprimován minimálně, jsou argumentem pro expresi funkčního proteinu RORγ. Absence tohoto proteinu v předchozích studiích mohla být zapříčiněna velkou amplitou cirkadiálního rytmu v expresi tohoto proteinu v některých tkáních.
mRNA je exprimovaná v některých periferních tkáních, a to jak cirkadiálně (např. v ledvinách nebo játrech), tak i konzistentně (např. ve svalech).
Na rozdíl od ostatních ROR genů, RORC není exprimován v centrální nervové soustavě.

### RORγt
Tkáňová distribuce druhé izoformy, RORγt, se zdá být omezena na brzlík, kde je exprimována pouze na nezralých CD4+/CD8+ lymfocytech a v LTi buňkách. LTi buňky jsou také známy pod zkratkou ILC3 (přirozené lymfoidní buňky). RORγt je transkripčním faktorem definujícím tuto skupinu buněk. V současnosti jsou vyvíjeny inhibitory pro RORγt s cílem léčby autoimunitních onemocnění jako je například revmatoidní artritida či psoriáza. 

## Funkce
RORγ je protein, který má schopnost vázat se na DNA a slouží tak jako transkripční faktor. Zároveň je členem NR1 skupiny jaderných receptorů. Ačkoliv specifická funkce tohoto jaderného receptoru není v současnosti plně popsána, určité možné role tohoto proteinu jsou naznačeny v literatuře zabývající se RORC genem u myší.

### Cirkadiální rytmy
Izoforma RORγ se nejspíše účastní regulace cirkadiálních rytmů. Tento protein dokáže aktivovat promotor ARNTL (BMAL1) genu, což je ústřední místo v genomu odpovědné za řízení fyziologie cirkadiálních rytmů. Rytmická exprese RORγ v některých typech tkáně (játra, ledviny) poukazuje na možnost, že tento protein ovlivňuje cirkadiální expresi řady genů, které jsou řízeny časem, jako je například regulátor buněčného cyklu p21.
U RORγt izoformy byla také zjištěna možná souvislost s cirkadiálními rytmy. U RORγt+ ILC3 ve střevě byla zjištěna závislost na řízení suprachiasmatickými jádry v mozku, které reagují na intenzitu světla a jsou sídlem centrálních hodin organismu. Toto dále podporuje experiment, kdy byla vytvořena specifická delece ARNTL v ILC3 buňkách za pomoci RORc promotoru. Tato delece vyústila v narušení homeostázi a obranyschopnosti ve střevě, což potvrzuje roli cirkadiálních hodin organismu v kontrole RORγt. Zatímco ILC3 vykazují rozdílnou expresi cirkadiálních genů, není zatím objasněno jak centrální hodiny organismu ovlivňují RORγt+ ILC3 ve střevě.

### Regulace imunitní odpovědi
RORγt je nejvíce studovanou izoformou tohoto proteinu. Nejlépe je popsána jeho úloha v regulaci imunitního systému. Tento transkripční faktor je esenciální v procesu lymfoidní organogeneze, obzvláště pro lymfatické uzliny a Payerovy pláty. Neúčastní se však vývoje sleziny.
RORγt také hraje důležitou úlohu v regulaci vývoje thymocytů. Během selekce thymocytů v brzlíku dochází k vystavení CD4+CD8+ thymocytů s T-buněčným receptorem (TCR) MHC molekulám, které vystavují peptidy. T lymfocyty, které adekvátně interagují s těmito MHC molekulami následně putují na periferii. Většina thymocytů (více než 90 %) však během svého vývoje v brzlíku hyne v důsledku navozené apoptózy, protože jsou buď příliš autoreaktivní, nebo naopak neinteragují s MHC komplexy produktivně. Tato apoptóza je uskutečněna prostřednictvím kortikosteroidových receptorů. RORγt, jehož exprese je silně vázána na thymus, hraje roli v regulaci této apoptózy thymocytů během pozitivní selekce. Tohoto možná dociluje inhibicí Fas ligandu (FasL) a interleukinu-2.
Další důležitou rolí RORγt je indukce diferenciace thymocytů v prozánětlivé Th17 lymfocyty. CD4+ naivní T buňky jsou společným prekurzorem pro pomocné Th17 lymfocyty, a zároveň pro regulační Treg lymfocyty. Jejich společným indukujícím cytokinem je TGF-β. V závislosti na přítomnosti dalších cytokinů se z této CD4+ buňky stane Th17 nebo Treg lymfocyt. Pokud nedojde ke stimulaci dalšími cytokiny stane se z této buňky Treg. Na druhé straně, pokud je buňka stimulována prozánětlivými cytokiny jako jsou IL-6 nebo IL-21, dojde ke stimulaci STAT3 transkripčního faktoru, který dále indukuje expresi RORγt, což je transkripční faktor definující Th17 buněčnou linii.
Navzdory jednoznačně prozánětlivé úloze RORγt v brzlíku, tato izoforma je exprimovaná i na některých subpopulacích regulačních lymfocytů v tlustém střevě, kde je indukována symbiotickou mikroflórou. Snížení aktivity tohoto genu obecně vede ke zvýšení hladiny cytokinů druhé skupiny a mohou zapříčinit, že je organismus více náchylný ke kolitidě způsobené oxazolonem.

### Onemocnění
RORγ je exprimován na některých subtypech rakovinných kmenových buněk (EpCAM+/MSI2+) v rakovině pankreatu. Poukazuje na silnou korelaci mezi stádiem tumoru a invazi rakovinných buněk do lymfatických uzlin. Amplifikace RORC genu byla také popsána v jiných typech nádorových onemocnění, např. v rakovině plic, rakovině prsu nebo neuroendokrinní rakovině prostaty.
V jednom z typů rakoviny prostaty (CRPC, castration-resistant prostate cancer) byl RORγ identifikován jako možný původce tohoto onemocnění. Nadměrná exprese receptoru pro androgen, stejně jako hyperaktivace tohoto receptoru, byla dlouhou dobu známá jako jedna z charakteristik CRPC. Nebyl však známý původce tohoto procesu. RORγ byl nadměrně exprimován a amplifikován v metastazujících tumorech, a zároveň bylo prokázáno, že stimuluje expresi receptoru pro androgen. RORγ rekrutuje jaderné koaktivátory a další faktory a tím stimuluje transkripci genu pro receptor androgenu. Antagonisté RORγ prokazatelně snížili expresi receptoru pro androgen, a zároveň potlačili růst tumorů v xenograft modelech rakoviny prostaty a zvýšili citlivost nádorů k enzalutamidu. Tato pozorování činí z RORγ potenciální cíl pro terapii.
RORγ možná hraje roli ve vývoji jaterní fibrózy, kdy dochází ke zmnožení pojivové tkáně procesem epiteliálně-mezenchymální tranzice, zpravidla v důsledku zánětu. U pacientů trpících cirhózou jsou prokazatelně vyšší hodnoty tohoto transkripčního faktoru v postižené tkáni, což naznačuje úlohu RORγ ve vývoji tohoto onemocnění. Ve studii zaměřené na úlohu RORγ v tomto procesu byla pozorována zvýšená hladina tohoto transkripčního faktoru v hepatocytech stimulovaných TGF-β1. RORγ se váže na elementy v DNA specifické pro ROR v oblasti promotoru pro receptor vážící TGF-β1 a Smad2. Po umlčení RORγ došlo ke snížení exprese těchto molekul. Tato pozorování poukazují na roli RORγ ve vývoji těchto onemocnění a zároveň z něj dělají potenciální cíl budoucí terapie.

## Ligandy
Jaderné receptory z rodiny ROR nejsou ještě plně popsány, v současnosti jsou některé oxysteroly považovány za možné aktivátory těchto receptorů. Prekurzor cholesterolu desmosterol je možným kandidátem na endogenní ligand RORγ.

### Využití v terapii
RORγ receptor má velký terapeutický potenciál pro léčbu zánětlivých onemocnění. Řada antagonistů tohoto receptoru je v současnosti vyvíjena za těmito účely.
Antagonisté tohoto receptoru mají také potenciál v použití léčby některých typů rakoviny. LYC-55716 je RORγ specifický antagonista, který je v současnosti ve fázi klinického testování pro léčbu pacientů s pevnými nádory.